# برايان وينتيرز
برايان وينتيرز (بالإنجليزية: Brian Winters)‏ هو لاعب كرة قدم أمريكية أمريكي، ولد في 10 يوليو 1991 في هدسن في الولايات المتحدة.

## وصلات خارجية
- برايان وينتيرز على موقع مرجع كرة القدم المحترفة.كوم (الإنجليزية)